# Dionysios I. von Syrakus
Dionysios I. (altgriechisch Διονύσιος Dionýsios; * um 430 v. Chr.; † Frühjahr 367 v. Chr.) war Tyrann von Syrakus. Er gehörte zu den mächtigsten Tyrannen der Antike. Seine Herrschaft dauerte von 405 v. Chr. bis zu seinem Tod. Daher und durch die Umstände seines Aufstiegs wurde er zum Musterbeispiel eines Gewaltherrschers. Er begann seine Laufbahn im Rahmen der demokratischen Institutionen und betätigte sich zunächst als Volksredner und Agitator. Nach seiner Wahl ins Feldherrnkollegium diskreditierte er systematisch seine Amtsgenossen, ließ sich von der Volksversammlung mit Sondervollmachten ausstatten, baute seine Leibgarde zu einer privaten Miliz aus und ergriff schließlich mit einem Staatsstreich die Macht. Formal blieb die Demokratie bestehen, faktisch nahm die Herrschaft des Machthabers monarchische Züge an.
Das antike Tyrannenbild war stark von der Persönlichkeit des Dionysios und den über ihn kursierenden Anekdoten geprägt. Der von ihm geschaffene sizilische Staat, einer der ersten griechischen Territorialstaaten, war damals die stärkste griechische Militärmacht. Dionysios machte Syrakus zur größten Stadt und gewaltigsten Festung der damaligen griechischen Welt. Zentrale Elemente der Außenpolitik des Tyrannen waren die verheerenden Kriege gegen die Karthager, die Unterwerfung der griechischen Städte Siziliens und das militärische Ausgreifen nach Norden auf das Festland Unteritaliens. Trotz seines eindrücklichen Erfolgs als Staatsgründer, mit dem er in mancher Hinsicht die künftigen Reichsbildungen hellenistischer Herrscher vorwegnahm, war er nicht in der Lage, seinem Lebenswerk eine dauerhaft tragfähige ideelle und institutionelle Basis zu verschaffen.

## Aufstieg zur Macht
Dionysios stammte aus einer angesehenen, wenn auch nicht begüterten syrakusischen Familie; sein Vater Hermokritos konnte ihm eine gute sophistische Ausbildung verschaffen. Er begann seine Laufbahn als Parteigänger des Politikers und Befehlshabers Hermokrates, der sich für die Unabhängigkeit der sizilischen Griechen gegenüber äußeren Mächten einsetzte. Als Hermokrates, der zu den Aristokraten gehörte, im Jahr 407 v. Chr. mit privaten Söldnern erfolglos einen Staatsstreich in Syrakus versuchte, gehörte Dionysios zu seinen Mitkämpfern und wurde gefährlich verwundet. Hermokrates fiel im Kampf und seine Anhänger wurden verbannt. Dionysios konnte aber nicht nur der Verbannung entgehen, sondern sogar eine Anstellung als Sekretär des Kollegiums der syrakusischen Feldherrn finden.
Als die Karthager, die traditionellen Feinde von Syrakus, im Dezember 406 die Stadt Akragas (Agrigent) eroberten, trat Dionysios, der gegen die Karthager mitgekämpft hatte, als Volksredner gegen die Feldherrn auf, welche diese Niederlage nicht verhindert hatten, und beschuldigte sie des Verrats. Damit verband er allgemeine Beschuldigungen gegen die „Mächtigen“ und „Reichen“, denen er unpatriotische Gesinnung vorwarf. So profilierte er sich als Vertreter typischer Anliegen der Demokraten, aber als ihm wegen seiner Agitation eine Geldbuße auferlegt wurde, bezahlte für ihn Philistos, ein Angehöriger der Oberschicht, der sein treuer Verbündeter war. Es gelang Dionysios, die Absetzung der Feldherrn durchzusetzen; zu deren neu gewählten Nachfolgern gehörte er selbst. Im Frühjahr 405 wurde er von der Volksversammlung zum alleinigen Feldherrn mit unbegrenzten Vollmachten (strategós autokrátor) gewählt. Das war ein für solche Krisenzeiten gedachtes außerordentliches, aber im Rahmen der Verfassung legales Amt. Von dieser Basis ausgehend konnte Dionysios im Sommer 405 mit seinen Truppen den Staatsstreich unternehmen, der faktisch die Verfassung umstürzte und ihn zum Tyrannen machte. Ein wesentlicher Schritt bei der Vorbereitung der Machtergreifung war, dass Dionysios nach einem fingierten Attentat auf ihn bei der Heeresversammlung die Bewilligung zur Schaffung einer persönlichen Leibgarde erlangte. Es wurden ihm 600 Mann genehmigt, worauf er die Mannschaftsstärke sofort eigenmächtig auf über 1000 erhöhte und diese Truppe vorzüglich bewaffnete. Die Leibwache war nur ihm unterstellt und verschaffte ihm eine vom demokratischen Willen der Bürgerschaft völlig unabhängige Machtbasis.
Dieser Aufstieg des Dionysios zur Macht wurde dadurch möglich, dass er einerseits als begabter Volksredner im Sinne der demokratischen Anliegen zu agitieren wusste, andererseits aber schon von seiner Rolle als Gefolgsmann des Hermokrates her ausgezeichnete Beziehungen zu Aristokraten und Repräsentanten der Oberschicht wie Philistos unterhielt. Zu den Aristokraten, die ihn schon vor seiner Machtübernahme energisch unterstützten, gehörte Hipparinos, der Vater des später berühmten Politikers Dion von Syrakus.

## Familienpolitik
Das enge Verhältnis des Tyrannen zu Teilen der aristokratischen Schicht zeigte sich auch in seiner Heiratspolitik. In erster Ehe war er mit einer Tochter des Hermokrates verheiratet. Sie wurde bei einem gescheiterten Aufstand gegen Dionysios im Jahr 405 misshandelt und nahm sich daraufhin das Leben. Im Jahr 398 oder nach einer anderen Datierung erst 393 heiratete er erneut: Er verband sich gleichzeitig oder kurz nacheinander mit zwei adligen Damen, Doris aus Lokroi und Aristomache, der Tochter des Hipparinos. Eine solche Bigamie war damals unter Griechen völlig unüblich, sie scheint aber keinen Anstoß erregt zu haben. Die Ehe mit Doris war bündnispolitisch motiviert: Wegen der militärischen Konfrontation mit den Karthagern wollte der Tyrann verhindern, dass sich die Griechenstädte Unteritaliens mit seinen Feinden verbündeten. Daher bot er zunächst der Stadt Rhegion eine Allianz an, die er durch Heirat mit einer Rhegierin bekräftigen wollte. Erst nachdem die Volksversammlung der Rhegier dies abgelehnt hatte, schloss er ein Bündnis mit Lokroi. Im Rahmen dieses politischen Manövers heiratete er die Lokrerin. 
Aus der Ehe mit Doris ging der spätere Nachfolger des Tyrannen, Dionysios II., hervor. Aus dieser Ehe stammte auch ein jüngerer Sohn, Hermokritos, der wahrscheinlich nach seinem Großvater benannt wurde. Aus der Ehe mit Aristomache stammten die Söhne Hipparinos und Nysaios, die später kurzzeitig ebenfalls Herrscher von Syrakus waren, sowie eine Tochter Arete, die Dionysios dem Sohn seines Schwiegervaters Hipparinos, dem später berühmten Dion, zur Frau gab. Dion, der später ein Freund Platons wurde, genoss das volle Vertrauen des Tyrannen. Ferner hatte Dionysios mit Aristomache auch eine Tochter namens Sophrosyne, die ihren Halbbruder Dionysios II. heiratete.

## Erster Krieg gegen Karthago

Süditalien zur Zeit des Dionysios

Schon Anfang 405, also noch vor der Wahl zum alleinigen Feldherrn, zog Dionysios mit seinem Heer nach Gela, einer Stadt, die von der karthagischen Offensive bedroht war. Wie in Syrakus tobte auch dort ein Konflikt zwischen Demokraten und Aristokraten (Oligarchen), in dem Dionysios der demokratischen Seite zum Sieg verhalf; er sorgte für die Verurteilung und Hinrichtung reicher Angehöriger der Oberschicht und nutzte deren konfiszierte Besitztümer für die Bezahlung der Söldner, die auf ihren Sold warteten. So machte er sich sowohl bei der armen Stadtbevölkerung von Gela als auch im Heer beliebt. Im Juli 405 begann der karthagische Feldherr Himilkon die Belagerung von Gela. Dionysios, der inzwischen Tyrann geworden war, zog ihm mit einer zahlenmäßig deutlich unterlegenen Streitmacht entgegen. Die Schlacht von Gela endete mit einer Niederlage der Griechen. Dennoch gilt der letztlich erfolglose, aber klug ersonnene Angriffsplan des Dionysios als militärhistorisch bedeutsame Neuerung. Das Konzept scheiterte nur daran, dass es für damalige Verhältnisse zu kompliziert war und der kombinierte Einsatz dreier getrennt operierender Heeresteile die Koordinationsfähigkeit der griechischen Befehlshaber überforderte. Nach der Niederlage ließ Dionysios Gela evakuieren und ordnete auf seinem Rückzug nach Osten auch die Evakuierung der Bevölkerung von Kamarina an. Damit wurde die ganze Südküste Siziliens den Karthagern preisgegeben.
Die Karthager fanden sich dann aber noch vor dem Ende des Jahres 405 zum Friedensschluss bereit, nachdem in ihrem Heer eine Seuche ausgebrochen war. Die Bedingungen des Friedensvertrags weiteten den Machtbereich der Sieger stark aus. Dionysios wurde als Herr von Syrakus anerkannt. Die griechischen und nichtgriechischen Städte jedoch, die er seinem Reich hatte einverleiben wollen, wurden teils den Karthagern tributpflichtig und mussten unbefestigt bleiben, teils wurden sie für autonom erklärt. Der Vertrag betraf die gesamte Insel, auch eine Stadt wie Messana (heute Messina), die weder an karthagisches noch an syrakusisches Gebiet grenzte. Als Gesamtregelung der Machtverhältnisse wurde dieser Vertrag zum Vorbild für die späteren vertraglichen Abmachungen zwischen Karthago und den sizilischen Griechen.

## Existenzbedrohende Krise

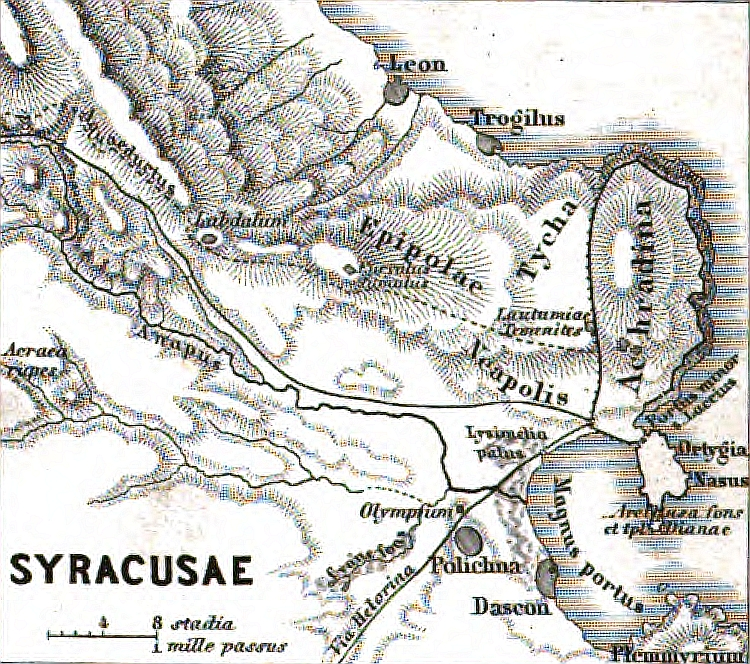
Syrakus in der Antike mit der vorgelagerten Insel Ortygia

Mit der Vertragsbestimmung, die auch den in unmittelbarer Nachbarschaft von Syrakus gelegenen Gemeinden Autonomie zusicherte, konnte Dionysios sich nicht abfinden, da sie ihm jede Expansion unmöglich machte. Daher brach er schon im Jahr 404 den Vertrag, indem er die Stadt Herbessos angriff. Dabei kam es aber zu einer gefährlichen Meuterei seiner Truppen. Dionysios wagte es nicht, mit seinen loyal gebliebenen Söldnern den Meuterern im Gebiet des unbesiegten Herbessos entgegenzutreten. Er eilte nach Syrakus, um einem Übergreifen des Aufruhrs auf die Stadt zuvorzukommen. Die Aufständischen verbündeten sich jedoch mit oligarchischen Gegnern des Tyrannen aus Syrakus sowie mit den Städten Messana und Rhegion (Reggio Calabria), die über Seestreitkräfte verfügten. Unter diesen Umständen konnte Dionysios Syrakus nicht halten, sondern musste sich auf die Insel Ortygia zurückziehen. Auf dieser Insel vor Syrakus, die mit der Stadt durch einen Damm verbunden war und den Hafen gegen das offene Meer hin abschloss, hatte er eine Festung errichtet. Diese gegen die übrige Stadt befestigte Anlage war sein Machtzentrum, dort waren seine Söldner kaserniert. Es kam zu einer mehrmonatigen Belagerung Ortygias durch die Syrakuser, wobei die Lage des Tyrannen immer verzweifelter wurde und seine Söldner, denen die Syrakuser das Bürgerrecht in Aussicht stellten, überzulaufen begannen. Damals fiel einer Anekdote zufolge im Umkreis des Tyrannen der später berühmt gewordene Ausspruch, die Tyrannis sei ein schönes Leichentuch. Schließlich gelang es aber Dionysios, während er zum Schein mit den Syrakusern Kapitulationsverhandlungen führte, in Westsizilien Söldner anzuwerben, die zuvor auf karthagischer Seite gekämpft hatten. Sie traten in seinen Dienst und konnten nach Ortygia durchbrechen. Außerdem gewann Dionysios die Unterstützung Spartas. Das traditionell mit Syrakus verbündete Sparta war damals nach dem Sieg über Athen im Peloponnesischen Krieg die dominierende Macht in Griechenland. Der spartanische Staatsmann Lysandros schickte einen Gesandten, dessen Vorgehen die Position des Tyrannen stärkte. Schließlich konnte Dionysios mit einem Überraschungsangriff von Ortygia aus das Festland zurückerobern. Nach seinem Sieg zeigte er sich gegenüber den Unterlegenen milde. Von nun an bis zu seinem Tod gab es keinen Aufstand gegen die Tyrannenherrschaft mehr.

## Zweiter Krieg gegen Karthago

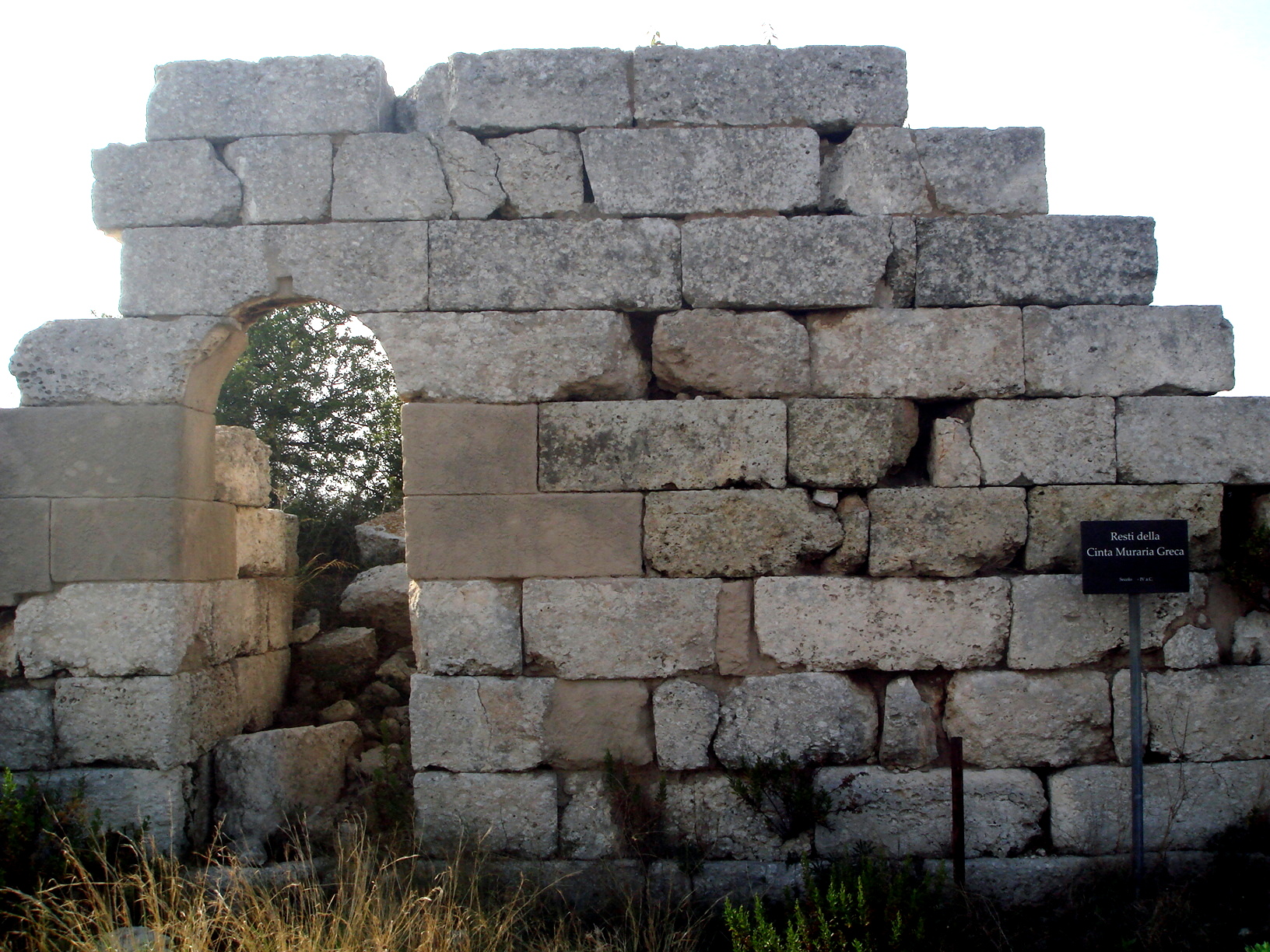
Ein Stück der Stadtmauer von Syrakus aus der Zeit des Dionysios

Nach der Niederwerfung der Rebellion wandte sich Dionysios schon im Jahre 403 wieder seiner Expansionspolitik zu. Er unternahm Feldzüge gegen autonome Städte in Zentral- und Nordostsizilien und verwüstete deren Gebiete. Die Bürger eroberter Städte wurden zumindest teilweise in die Sklaverei verkauft. Dabei handelte es sich um fortlaufende Verletzungen des Friedensvertrags mit Karthago, die bereits zur Vorbereitung eines neuen Kriegs gegen die Karthager gehörten. Diesem Ziel diente auch die Errichtung neuer, großer Befestigungsanlagen in Syrakus. Dionysios ließ die Hochfläche von Epipolai im Nordwesten der Stadt ummauern und in den Mauerring von Syrakus einbeziehen. Dort errichtete er das Fort Euryalos (heute Castello Eurialo). Diese bedeutende technische Leistung war ein Meilenstein in der Entwicklung der griechischen Festungsbaukunst. Dionysios soll rund 60.000 Arbeiter aufgeboten und die Arbeit an den Baustellen täglich persönlich überwacht haben, wobei er auch eigenhändig mit anpackte. Gleichzeitig rüstete er massiv auf. Er erweiterte seine Flotte um über 200 Schiffe von teils neuer Bauart (Fünfruderer) sowie Belagerungsmaschinen. Dafür zog er Ingenieure heran, die damals in seinem Auftrag das Katapult erfanden, das die Belagerungstechnik revolutionierte. Zahlreiche Söldner wurden angeworben, auch in Griechenland, wo nach dem Ende des Peloponnesischen Krieges viele kampferprobte Soldaten unbeschäftigt waren. Nach dem Abschluss der Rüstungen berief Dionysios eine Volksversammlung ein und ließ sich von ihr zum Angriff auf die Karthager ermächtigen; er respektierte also weiterhin formal die Demokratie. Zur Begründung des Krieges wurde angegeben, es gehe um die Befreiung aller Griechenstädte von der karthagischen Fremdherrschaft. Vor dem Angriff forderte Dionysios im Frühjahr 398 die überraschten Karthager zur Kapitulation auf. Rätselhaft ist, dass die Karthager die jahrelangen Vertragsverletzungen hingenommen und den offensiven Charakter des syrakusischen Rüstungsprogramms nicht erkannt hatten.
Dionysios zog mit einem Heer von angeblich 80.000 Mann, ohne auf Widerstand zu stoßen, durch ganz Sizilien bis zum äußersten Westen, wo er die auf einer kleinen Insel gelegene Stadt Motye belagerte und nach Abwehr eines Überraschungsangriffs einer karthagischen Flotte einnahm. Wegen des erbitterten Widerstands der Bewohner waren die Kämpfe verlustreich. Der Bau eines Angriffsdamms, über den die Griechen zur Insel vordrangen, war eine bedeutende technische Leistung.
Im Frühjahr 397 begann die karthagische Gegenoffensive mit einer an Schiffen und Mannschaft überlegenen Streitmacht unter dem im vorherigen Krieg erfolgreichen Feldherrn Himilkon. Die Karthager landeten in Panormos (Palermo) und eroberten rasch eine Reihe von Städten zurück, darunter Motye. Dionysios riskierte keine Schlacht, sondern gab Westsizilien auf und zog sich nach Osten zurück. Himilkon sicherte erst den Westen und drang dann zügig entlang der Nordküste vor, um den Gegner vom italienischen Festland abzuschneiden, was ihm mit der Eroberung Messanas gelang. Zahlreiche Bundesgenossen der Syrakuser wechselten nun die Seite. Dionysios musste Tausende von Sklaven freilassen, um mit ihnen seine Schiffe zu bemannen. Mit seinem stark verkleinerten Heer bezog er eine defensive Position im Gebiet von Syrakus. Als seine schlecht geführte Flotte bei Katane (Catania) eine schwere Niederlage erlitt und hundert Schiffe einbüßte, musste er sich hinter die Mauern von Syrakus zurückziehen und sich dort belagern lassen. Die Belagerung zog sich bis in den Sommer 396 hin. Die Karthager wurden durch eine Seuche geschwächt und demoralisiert. Schließlich gelang es Dionysios, der neue Söldner angeworben und aus Sparta Unterstützung erhalten hatte, mit einem Überraschungsangriff das feindliche Landheer weitgehend zu vernichten. Zugleich errangen die Syrakuser einen Seesieg. Himilkon flüchtete mit dem Rest seiner Schiffe nach Afrika. Darauf konnte Dionysios wieder zur Offensive übergehen. Nach Kämpfen mit wechselndem Erfolg entsandten die Karthager 392 erneut eine große Flotte. Da inzwischen aber beide Seiten sehr erschöpft waren – die Karthager waren zusätzlich durch einen Aufstand in Afrika geschwächt worden –, riskierten sie keine Entscheidungsschlacht. Es kam zu Verhandlungen. Der Frieden, der 392 geschlossen wurde, bestätigte die traditionelle Aufteilung der Insel zwischen den beiden Mächten, war aber in den Einzelheiten für Dionysios wesentlich günstiger als der von 405. Außerhalb des karthagischen Gebiets hatte er von nun an freie Hand.

## Expansion in Unteritalien und an der Adria
In Unteritalien hatten sich die meisten Griechenstädte zu einem Bund zusammengeschlossen, der sie zu gegenseitiger Militärhilfe verpflichtete. Dabei ging es sowohl um die Abwehr von Angriffen der kriegstüchtigen nichtgriechischen Bevölkerung der Region (Lukanier) als auch um Vorbeugung gegen ein befürchtetes Ausgreifen des Dionysios aufs Festland. Im Herbst 390 ging Dionysios gegen die Stadt Rhegion (Reggio Calabria) – ein Mitglied des Bundes – vor, um die Meerenge von Messina unter seine Kontrolle zu bringen. Dabei stützte er sich auf ein Bündnis mit Lokroi, der Heimatstadt seiner Frau Doris. Zunächst missglückte der Angriff. Darauf entschloss sich Dionysios zu einem Bündnis mit den Lukaniern. 388 unternahm er einen neuen Feldzug, auf dem er zunächst die Stadt Kaulonia nördlich der Mündung des Flusses Elleporos (heute Stilaro) belagerte. Ein Heer der verbündeten Städte kam den Belagerten zu Hilfe, wurde aber am Elleporos entscheidend geschlagen. Nach der Einnahme Kaulonias zerstörte Dionysios die Stadt und überführte ihre Einwohner nach Syrakus, wo er ihnen für fünf Jahre Steuerfreiheit gewährte. Er eroberte auch Skylletion, das heutige Squillace. Durch milde Behandlung der Unterlegenen konnte er sich Sympathien verschaffen; zehntausend Gefangene ließ er ohne Lösegeld frei. Die eroberten Städte Kaulonia, Skylletion und Hipponion (Vibo Valentia) überließ er seinen Verbündeten, den Lokrern. Lokroi blieb formal autonom, unterstand aber faktisch der Oberhoheit des Tyrannen. Die weiter nördlich gelegenen Städte blieben unabhängig und schlossen mit Dionysios Frieden. Den Abschluss der militärischen Operationen der Syrakuser bildete die Eroberung und völlige Zerstörung von Rhegion 386 nach elfmonatiger Belagerung. Die Bürger der Stadt wurden versklavt, mit Ausnahme derer, die sich mit einer hohen Summe loskaufen konnten. Damit hatte Dionysios endgültig auf dem Festland Fuß gefasst; der Süden Kalabriens bis zum Golf von Squillace und zum Golf von Sant’ Eufemia gehörte fortan zu seinem Macht- bzw. Einflussbereich. Die Ausdehnung der syrakusischen Macht auf das Festland war wegen der Kontrolle der Meerenge auch von großer wirtschaftlicher Bedeutung.
Die Erfolge in Unteritalien ermöglichten dem Tyrannen ein Ausgreifen zur Adria. Dabei war sein Ziel, den Seeweg nach Epirus über die Meerenge von Otranto in die Hand zu bekommen und an der Adriaküste Hafenplätze zu besitzen. Bei diesen Bemühungen erzielte er beträchtliche Erfolge. Ein weiteres Vordringen nach Nordwestgriechenland kam jedoch nicht in Betracht, da dort mit entschlossenem Widerstand der Großmacht Sparta, mit der Dionysios weiterhin verbündet war, gerechnet werden musste.
384/383 unternahm Dionysios einen Vorstoß an der Westküste Italiens, der sich gegen die Etrusker richtete, traditionelle Gegner der Griechen und Verbündete der Karthager. Die Syrakuser nahmen Pyrgi ein, den Hafen der Etruskerstadt Caere, deren Heer sie besiegten. Sie machten reiche Beute und erreichten auf diesem Raubzug auch das damals etruskische Korsika.

## Dritter und vierter Krieg gegen Karthago
Den Frieden mit den Karthagern betrachtete Dionysios nur als Waffenstillstand. Er verbündete sich mit Städten im karthagischen Machtbereich, die bereit waren, sich gegen die Karthager zu erheben. Dieser Schritt bedrohte die Existenz der karthagischen Macht auf Sizilien. Daher brach 382 der dritte Krieg zwischen den beiden Mächten aus. Diesmal verbündeten sich die Karthager mit Feinden der Syrakuser in Unteritalien und entsandten erstmals ein Heer aufs italienische Festland. Dionysios konnte jedoch die Stadt Kroton (Crotone) erobern, die das Zentrum seiner Gegner auf dem Festland war. Auf Sizilien errang er bei Kabala einen bedeutenden Sieg. Daraufhin forderte er die Karthager auf, Sizilien ganz zu räumen; sein Kriegsziel war also ihre Verdrängung von der Insel. Das war jedoch für Karthago unannehmbar. Nach einem Sieg der Karthager bei Kronion trat auf beiden Seiten Kriegsmüdigkeit ein, und es wurde im Jahr 374 erneut Frieden geschlossen. Dabei musste Dionysios wegen seiner letzten Niederlage gewichtige Konzessionen machen. Als Grenze wurde der Fluss Halykos (heute Platani) festgelegt. Diese Grenzziehung erwies sich als dauerhaft.
368 brach Dionysios den Frieden und griff die Karthager erneut an. Den Anlass dazu bot eine irrige Meldung, ein Brand habe die gesamte karthagische Flotte vernichtet. Wie im ersten Krieg stießen die griechischen Truppen rasch bis zur Westspitze der Insel vor, mussten sich dann aber nach einem erfolgreichen Gegenangriff der karthagischen Flotte auf ihr Gebiet zurückziehen. Darauf wurde ein Waffenstillstand vereinbart. Zu weiteren Kampfhandlungen kam es offenbar nicht mehr, denn im Frühjahr 367 starb Dionysios. So endete der Konflikt wiederum unentschieden.

## Innenpolitische und kulturelle Aktivität

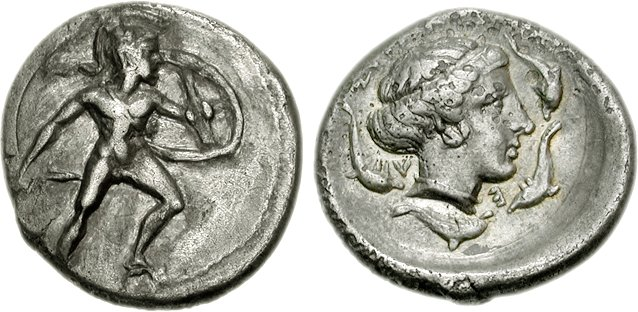
Syrakusische Münze aus den ersten Jahren der Herrschaft des Dionysios

Ebenso wie andere griechische Tyrannen hat Dionysios die alte Verfassung nicht formell aufgehoben. Die Institution der Volksversammlung als Vertretung der Bürgerschaft bestand fort, und der Tyrann legte Wert darauf, bei wichtigen Entscheidungen ihre Zustimmung einzuholen. Allerdings entfiel das Recht der Volksversammlung, die höchsten Beamten zu wählen, und sie konnte auch nicht von sich aus Initiativen ergreifen.
Dionysios ergriff verschiedene Maßnahmen, welche die Besitzverhältnisse und die demographische Struktur veränderten. Nach dem Zusammenbruch eines Aufstands von Angehörigen der Oberschicht im Jahre 405 verteilte er den Haus- und Grundbesitz seiner geflüchteten Gegner an seine Günstlinge sowie an Bürger und Söldner. Im Lauf der Kriege gegen die Karthager ordnete er an, dass ganze Bürgerschaften anderer Städte nach Syrakus verpflanzt wurden. Aus seinen hohen Offizieren und sonstigen Günstlingen (phíloi „Freunde“) entstand eine neue Oberschicht, die an die Stelle der beim Aufstand von 405 unterlegenen und vertriebenen Aristokraten trat. Den Kern dieser Oberschicht bildeten die Familie des Tyrannen und die mit ihr verschwägerten Familien, eine Gruppe, deren Zusammenhalt er durch seine Heiratspolitik förderte und deren Angehörigen er die wichtigsten politischen, diplomatischen und militärischen Aufgaben übertrug.
Das monarchische Prinzip ließ Dionysios auch äußerlich in seinem Auftreten und seiner prunkvollen Hofhaltung hervortreten. So trug er einen an persischem Vorbild orientierten Herrscherornat, was zu dem Umstand passte, dass seine faktisch absolute Macht die Zeitgenossen an persische Verhältnisse erinnerte.
Wegen der Hofhaltung, der Rüstung, der Bautätigkeit und vor allem der Leibwache und der Söldnerheere muss der Geldbedarf des Tyrannen außerordentlich hoch gewesen sein. Dennoch konnte er immer wieder die entstandenen Ausgaben decken und neue Söldner anwerben. Die Einzelheiten seiner erfolgreichen Finanzpolitik sind großenteils unklar. In Krisenzeiten wurden hohe Sonderabgaben verlangt; ob es daneben auch eine reguläre direkte Besteuerung nach orientalischem Vorbild gab, die damals in griechischen Städten nicht üblich war, ist ungewiss. Dionysios konfiszierte nicht nur den Besitz seiner politischen Gegner, sondern auch Tempelschätze. Eine wichtige Einnahmequelle war die Kriegsbeute; zu ihr gehörten die Kriegsgefangenen, die als Sklaven verkauft wurden. Besonders einträglich war der Raubzug gegen Etrurien.
Dionysios zog – wie auch andere griechische Tyrannen – Dichter an seinen Hof. Unter ihnen waren Philoxenos von Kythera und der Tragiker Antiphon, den er später hinrichten ließ. Der Herrscher dichtete auch selbst; bei seinen eigenen Werken handelte es sich vorwiegend oder ausschließlich um Tragödien, aus denen nur einige Verse erhalten sind. Mit unterschiedlichem Erfolg bemühte er sich in Griechenland um Anerkennung für seine Dichtung; bei den Olympischen Spielen des Jahres 388 ließ er daraus vortragen, erntete aber Ablehnung. Die Qualität seiner Verskunst wird in den Quellen meist negativ beurteilt, doch mag dabei politische Antipathie eine wichtige Rolle gespielt haben. Dionysios soll Philoxenos zur Zwangsarbeit in den berüchtigten Latomien (Steinbrüchen) verurteilt haben, angeblich zur Strafe für Kritik an den Gedichten des Herrschers. Jedenfalls machte Philoxenos den Tyrannen in seinem Dithyrambus Kyklops lächerlich.
In die Regierungszeit des Dionysios fiel die erste Sizilienreise des Philosophen Platon, der damals noch nicht überregional berühmt war. Dabei soll es zu einem Gespräch der beiden gekommen sein, das aber anscheinend ohne Verständigung endete und folgenlos blieb. Platon kritisierte in seinem siebenten Brief das luxuriöse Leben am Hof von Syrakus. Die legendenhafte Überlieferung, wonach der erzürnte Dionysios Platon als Sklaven verkaufen ließ, ist nach heutigem Forschungsstand nicht glaubwürdig. Erst nach dem Tod Dionysios’ I. begann Platon in Syrakus eine politische Rolle zu spielen.

## Die Nachfolge
Gegen den Rat Dions bestimmte Dionysios seinen Sohn Dionysios II. zum alleinigen Nachfolger und überging seine beiden zur Zeit seines Todes noch nicht erwachsenen Söhne aus der Ehe mit Aristomache. Dank der Loyalität der Söldner zur Dynastie konnte der Machtwechsel reibungslos vollzogen werden. Dionysios II. war aber nicht auf seine Herrscherrolle vorbereitet, denn sein Vater hatte ihn von den Staatsgeschäften ferngehalten und ihm kein Vertrauen geschenkt. Am Hof des unerfahrenen neuen Tyrannen konnte zunächst Dion eine Machtstellung erlangen, obwohl er als Onkel der übergangenen Söhne Aristomaches zur rivalisierenden Linie der Tyrannenfamilie gehörte. Dion wollte Dionysios II. entweder dauerhaft unter seine Kontrolle bringen oder ihn zugunsten seiner Neffen entmachten. Diese Konstellation führte zu einem Machtkampf, der schließlich militärisch ausgetragen wurde und den Untergang der Dynastie herbeiführte. Der von Dionysios I. gegründete Staat brach zusammen und zerfiel in eine Vielzahl lokaler Tyrannenherrschaften. Damit wurde das wesentliche Verdienst Dionysios’ I. aus der Sicht seiner Zeitgenossen, der Zusammenschluss des sizilischen Griechentums gegen die Karthager, schon im zweiten Jahrzehnt nach seinem Tod zunichtegemacht. Der gewaltsam geschaffene Territorialstaat erwies sich als nicht überlebensfähig, da seine Existenz nur auf dem politischen und militärischen Geschick und der Willenskraft seines Gründers basierte und eine ideelle und institutionelle Verankerung fehlte.

## Rezeption

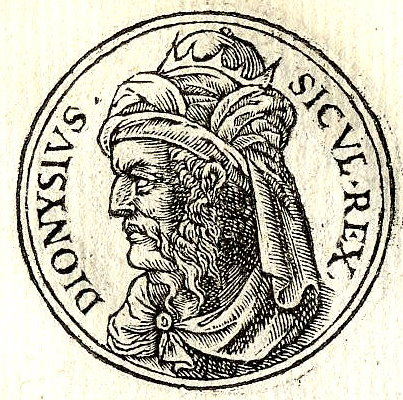
Phantasieporträt des Dionysios aus dem Promptuarium iconum insigniorum a seculo hominum von Guillaume Rouillé (1553)